# Louis Hornbeck
Anton Adolph Louis Theodor Hornbeck, född 23 juli 1840 i Köpenhamn, död där 15 september 1906, var en dansk violinist och organist. 
Hornbeck utbildade sig främst i violinspel som lärjunge till Valdemar Tofte och gjorde sig bemärkt som en talangfull sångkompositör. År 1874 blev han kantor vid Sankt Johannes Kirke, varifrån han senare förflyttades till Trinitatis Kirke.